# Christoph Perwanger (Bildhauer)

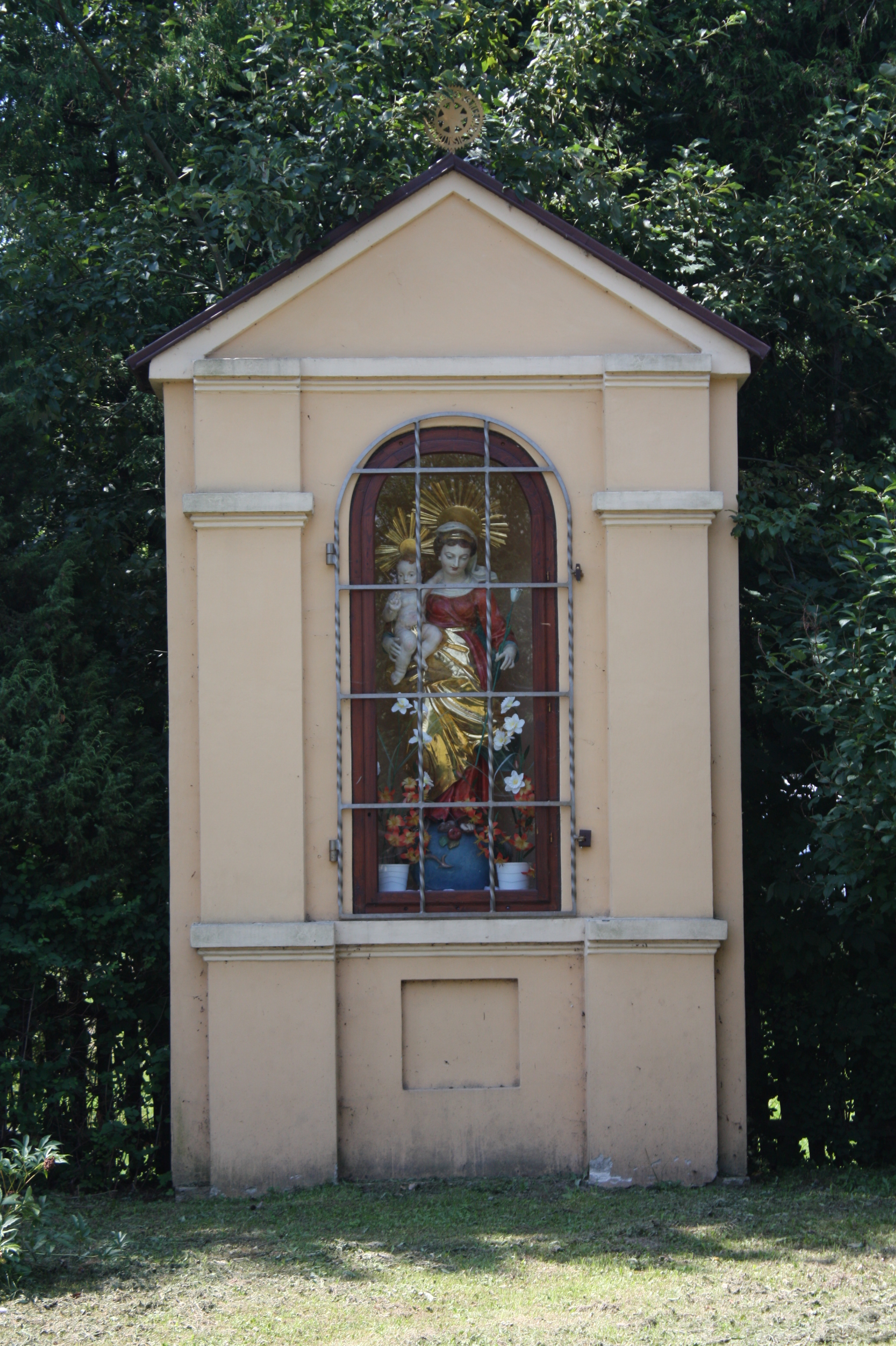
Marienfigur, Wegkapelle nach Kloster Springborn

Christoph Perwanger (* um 1700 in Tirol; † vor 1767, wahrscheinlich 1764 in Memel) war ein Bildhauer, der in West- und Ostpreußen sowie im Ermland tätig war.

## Leben
Die genauen Lebensdaten Perwangers sind nicht bekannt. Er stammte ursprünglich aus Tirol und war gelernter Brauer. Perwanger hatte sich dauerhaft in Tolkemit niedergelassen, von wo aus er seiner „regen künstlerischen Tätigkeit“ nachging. Wann genau Perwanger aus dem Österreichischen in das damals zu Westpreußen gehörende, am Frischen Haff gelegene, Tolkemit kam, ist unbekannt. Urkundlich nachgewiesen ist Perwanger in Tolkemit im Zeitraum von 1741 bis 1761. Möglicherweise lebte er jedoch bereits ab 1735 oder 1738/1739 in Tolkemit.
Neben seiner Bildhauerei war er in Tolkemit auch als Bierbrauer tätig. Seit Mai 1742 war Perwanger Mitglied der Brüderschaft der Tolkemiter Mälzenbräuerzunft, deren Vorstand er in den Jahren 1746 und 1756 war. 1758 wurde er zum Regierenden Bürgermeister der Stadt Tolkemit gewählt.
Im November 1741 heiratete er Elisabeth Feldkeller, die Witwe des verstorbenen Tolkemiter Bürgers Peter Feldkeller († 1740). Seine Frau starb im Dezember 1759 (nach anderen Quellen bereits 1758), ohne ihm ein Kind oder einen Erben geschenkt zu haben. Im Januar 1760 verehelichte er sich in Tolkemit zum zweiten Male; er heiratete die ledige Dorothea Meschel, die Tochter eines verstorbenen Tolkemiter Bürgers. Aus dieser Ehe ging ein Sohn (* 1761) hervor, der auf den Namen „Johann Christopherus“ getauft wurde. Die Taufe des Sohnes stellt die letzte Erwähnung Perwangers in den Tolkemiter Kirchenbüchern dar. 1761 soll er Tolkemit verlassen haben und für kurze Zeit in „Królewiec“ (möglw. Königsberg) gelebt haben, wo er als Stuckateur und Bildhauer arbeitete. Das Allgemeine Künstlerlexikon gibt als Todesjahr 1764 und als Sterbeort Memel (Klaipėda) im Memelland an. Im Zunftbuch der Mälzenbräuer findet sich im Jahr 1767 der Eintrag, dass Perwanger „bereits zu den Vätern versammelt“ sei.
Das genaue Todesdatum Perwangers ist weiterhin nicht bekannt. Es darf jedoch als weitgehend gesichert gelten, dass er vor 1767 gestorben ist. Nach anderen Quellen ließ sich Perwanger gegen Ende seines Lebens in Rößel nieder, wo er 1785 gestorben sein soll.

## Werk
Perwanger ist ein „ausgesprochener Rokoko-Bildhauer von künstlerischer Bedeutung“. Er gilt als „Vorläufer des Rokoko im Ermland“. Sein Werk betont das „Leichte und Zierliche in der Formenbildung, das Süßliche und Empfindsame in Kopfhaltung und Ausdruck“. Sein Stil ist insbesondere durch die Werkstatt des Bildhauers Anton Kornowski aus Tolkemit geprägt, in dessen Werkstatt er tätig war. Seine Bildhauerarbeiten wurden in Gips, Stuck, Marmor, Sandstein, Holz und Elfenbein ausgeführt.
Perwangers wichtigste Bildhauerarbeiten befanden bzw. befinden sich in Tolkemit, Frauenburg, im Kloster Springborn, in der Wallfahrtskirche von Heilige Linde und in der Nikolaikirche in Elbing. Perwangers Werkstatt fertigte Skulpturen und Holzschnitzereien für Kanzeln, Beichtstühle und Kirchenschmuck an, aber auch für Straßenschreine oder Wegkapellen. Perwangers „gesicherter“ Schaffenszeitrum umfasst die Jahre 1741 bis 1761. Die für den Hochaltar im Frauenburger Dom 1738 geschaffene, aber nicht verwendete Marienfigur stammt möglicherweise ebenfalls von Perwanger, sofern man bei dem „Tolkemiter Bildhauer“ eine Identität mit dem zu diesem Zeitraum bereits in Tolkemit ansässigen Perwanger annimmt. Er war spätestens wohl bis 1766 künstlerisch tätig, sodass insgesamt ein Zeitraum von etwa 30 Jahren für Perwangers künstlerische Tätigkeit veranschlagt werden kann.
Zahlreiche Werke und Figuren gestaltete er insbesondere für die Klosterkirche in Springborn (1744) und für die Wallfahrtskirche in Heilige Linde (1744–1748). Die frühesten bekannten Arbeiten Perwangers, aus dem Jahre 1742 stammend, stellen die 14 in Stuck ausgeführten Leidensdarstellungen des Kreuzwegs im Kloster Springborn dar. Die Arbeiten stehen künstlerisch am Übergang vom Barock zum „zarten Rokoko“. Mit den Figurengruppen des hl. Franziskus und Petrus von Alcantara, die 1744 für die Klosterkirche des Klosters Springborn entstanden, vollzieht Perwanger stilistisch den Wechsel hin zum Rokoko.
Zu Perwangers größten Aufträgen gehören die Standbilder für den Umgang der Wallfahrtskirche in Heilige Linde, die in den Jahren 1744 bis 1748 entstanden. Perwanger schuf Gestalten aus Sandstein für den Giebel, den Kirchhof und den Umgang mit den Lauben. Für die katholische Pfarrkirche in Tolkemit schuf Perwanger in den Jahren 1747/1748, bzw. 1750 zwei Altäre aus Gipsmarmor, darunter auch den neuen Hauptaltar, der 1748 vergoldet und mit Ölfarbe marmoriert wurde, und einen Rosenkranzaltar, weiters die im Jahre 1751 fertiggestellte Kanzel, ebenfalls aus Gipsmarmor. Diese Arbeiten wurden beim Stadtbrand 1767 in Tolkemit vollständig zerstört.
Als Perwangers Hauptwerk gilt, „nicht nur künstlerisch und entwicklungsgeschichtlich, sondern auch stilistisch“, der Hochaltar in der katholischen St. Nikolaikirche in Elbing, den Perwanger im Jahre 1754 auf Kosten des Bischofs Adam Stanislaus Grabowski schuf. Der Altar wurde im Jahre 1777 nach einem Blitzeinschlag, bei dem das Kirchendach ausbrannte, durch den dadurch später erfolgenden Einsturz des Gewölbes vollständig zerstört.
Urkundlich nicht beglaubigte Werke befinden oder befanden sich in der Nikolaikirche in Elbing, in Freudenberg, Heilsberg, Wormditt, Crossen, Sturmhübel (Kreis Rößel) und an anderen Orten in Ostpreußen und im Ermland. Als Urheber einiger dieser Arbeiten könnte teilweise allerdings auch noch Christian Bernhard Schmidt (* 1734, † 1784) in Betracht gezogen werden. Die Gestalt der hlg. Katharina von Siena auf dem Rosenkranzaltar (1761) der Kirche in Wormditt wird Perwanger zugeschrieben. Von Perwanger sollen auch die Kreuzwegbilder des Klosters Cadinen stammen.
Urkundlich gesicherte Werke
- 1742: 14 Kreuzwegdarstellungen im Kloster Springborn
- 1742: Marienfigur/Mutter Gottes in einer Wegkapelle nach Springborn
- 1744: Figurengruppen des hl. Franziskus und Petrus von Alcantara im Kloster Springborn
- 1744–1748: 44[5] od. 46[1] Standbilder der Geschlechtsfolge des Heilands für die Wallfahrtskirche in Heilige Linde.
- um 1745: Figuren des Aloys Gonzaga und des Stanislaus Kostka; Äußeres der Wallfahrtskirche in Heilige Linde
- um 1745: Figur des Johannes von Nepomuk; Ostseite der Pfarrkirche in Frauenburg
- 1747: Mutter Gottes in einer Wegkapelle nach Kleiditten bei Springborn
- 1747/48, 1750 und 1751: Zwei Altäre aus Gipsmarmor und Kanzel (1751) für die Kirche in Tolkemit (nicht erhalten)
- 1752: Standbild des hl. Franziskus auf dem Wege nach Kerwienen
- 1754: Hochaltar der kath. Nikolaikirche in Elbing (nicht erhalten)
- 1761: Figur des hl. Antonius in der Kerschdorfer Kapelle (nicht erhalten)

Zuschreibungen (Auswahl)
- 1738/39: Marienfigur für den Hochaltar im Frauenburger Dom
- 1760: Hochaltar, Katholische Pfarrkirche in Freudenberg bei Seeburg
- 1760: Hochaltar der Pfarrkirche in Heilsberg
- um 1760: Michaels-Altar der kath. Nikolaikirche in Elbing
- 1761: Gestalt der hlg. Katharina von Siena auf dem Rosenkranzaltar der Kirche in Wormditt
- Kreuzwegbilder des Klosters Cadinen[20]

Kreuzwegdarstellungen im Kloster Springborn
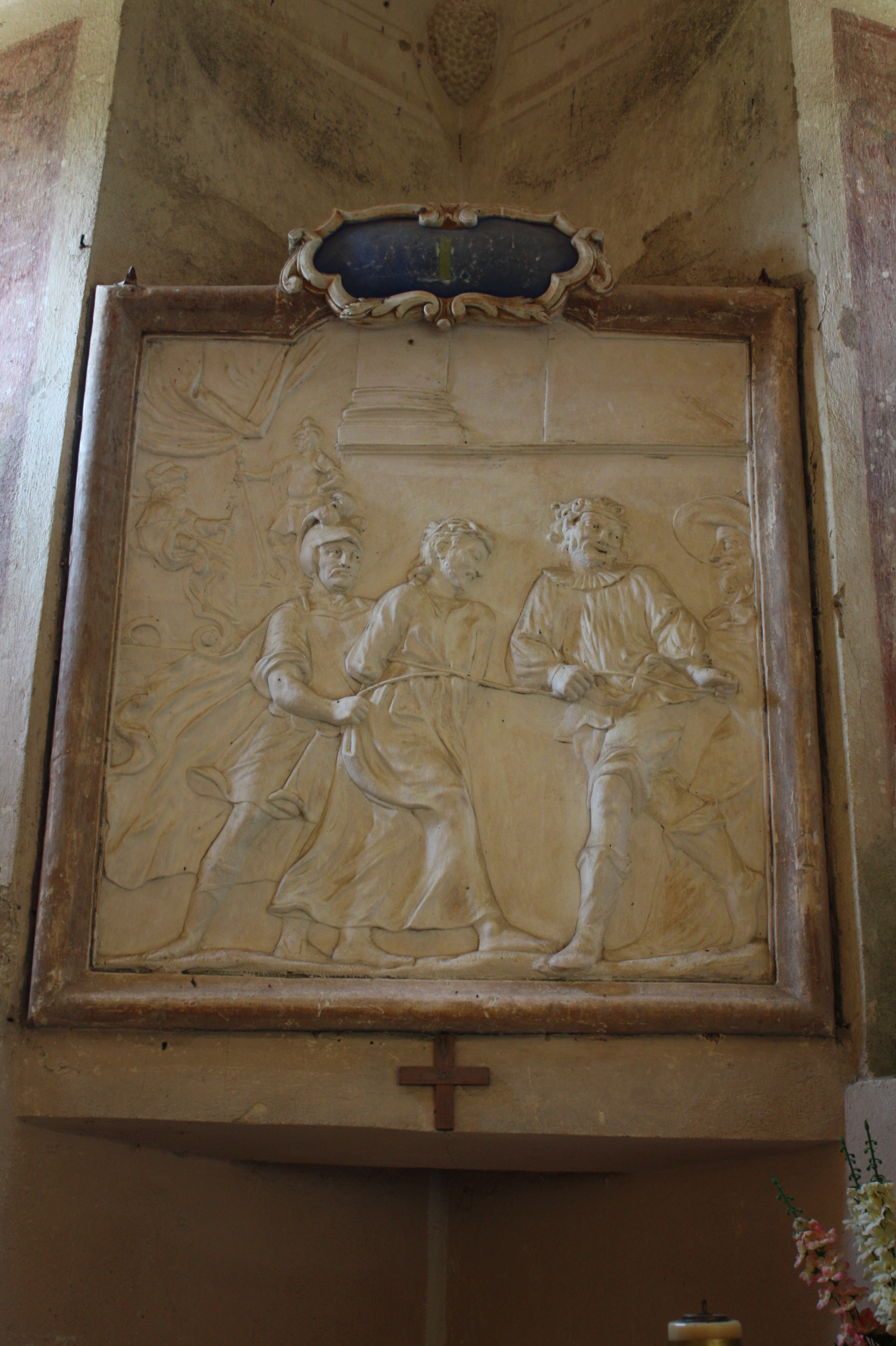
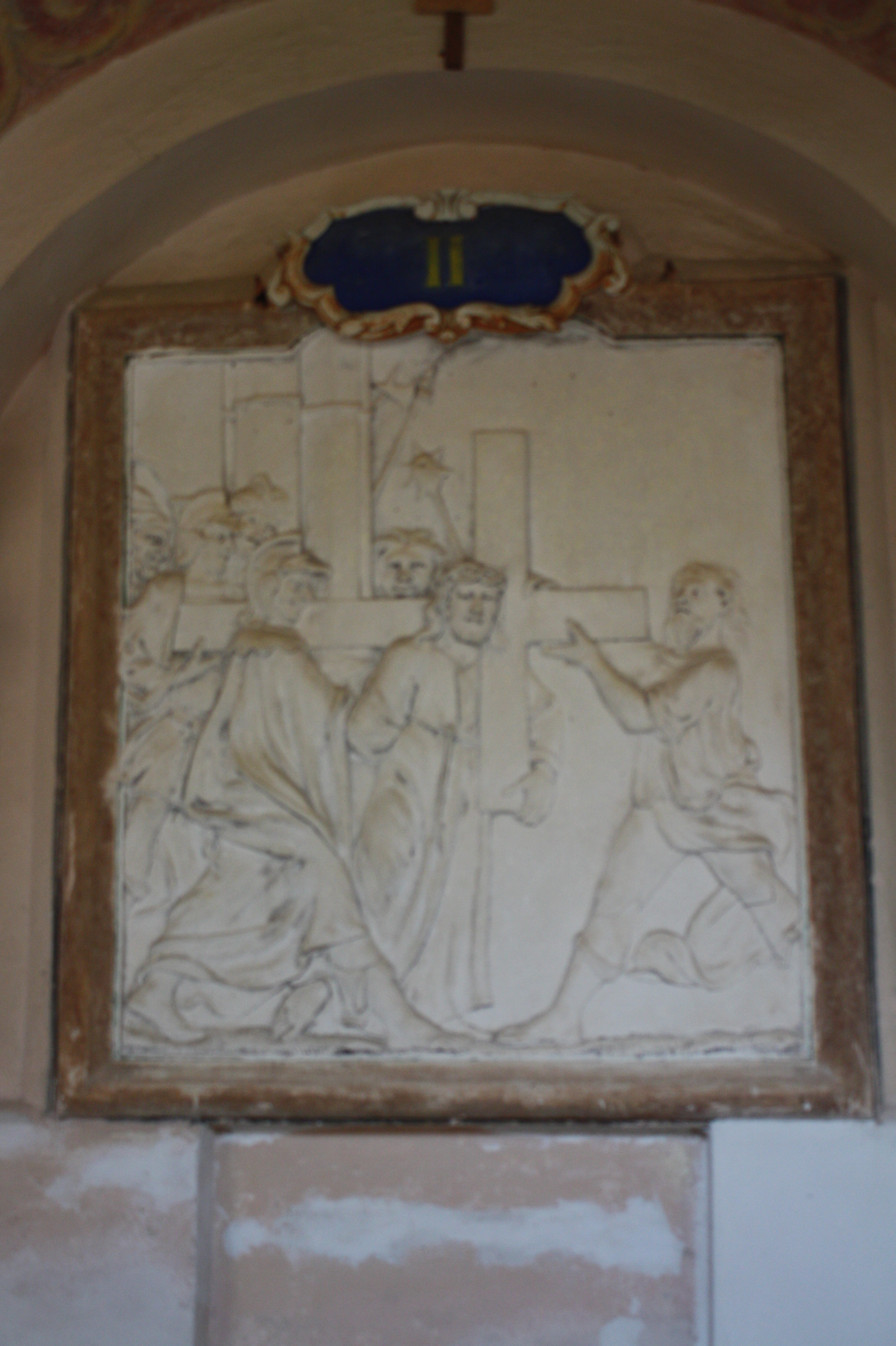
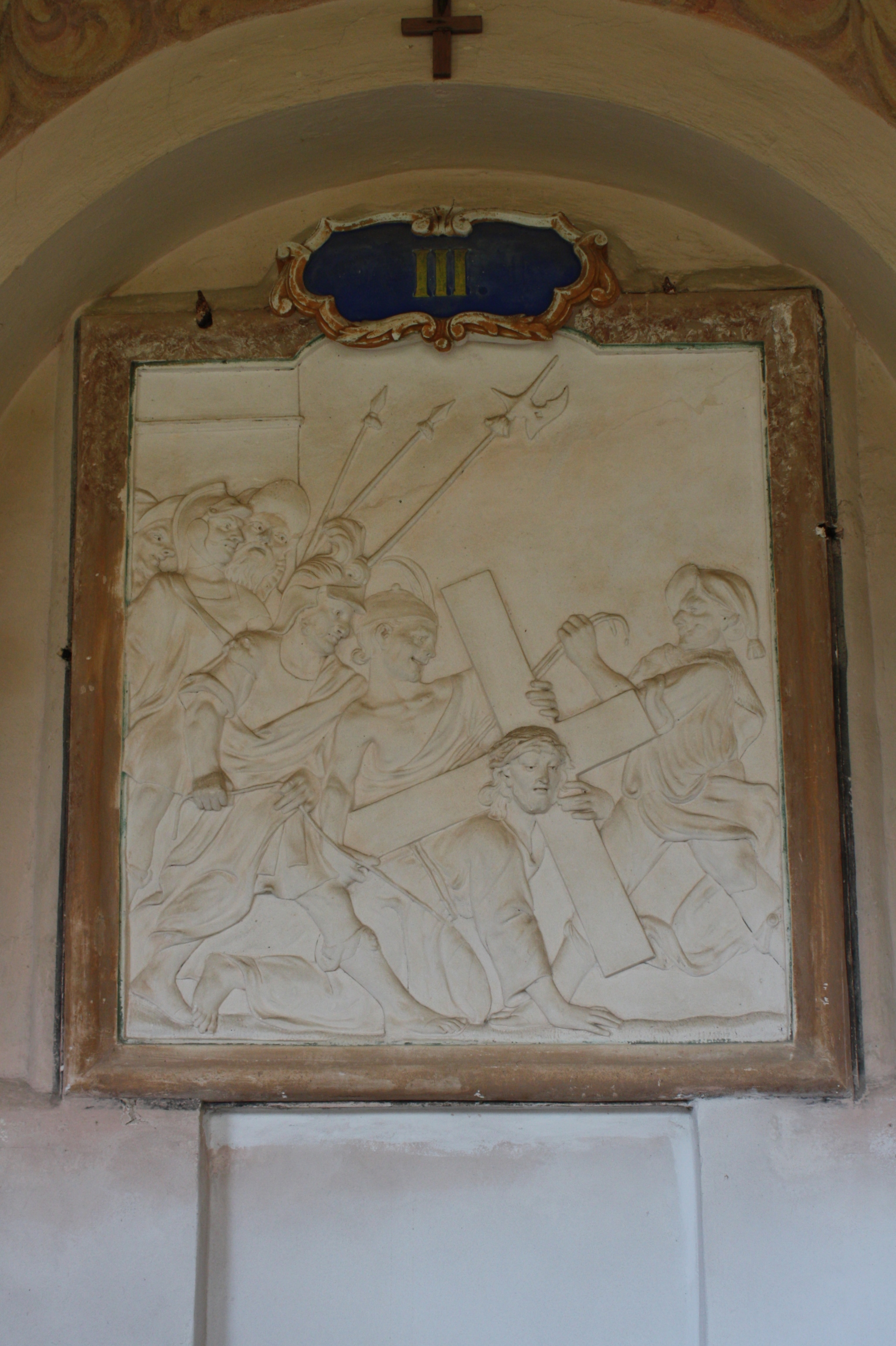
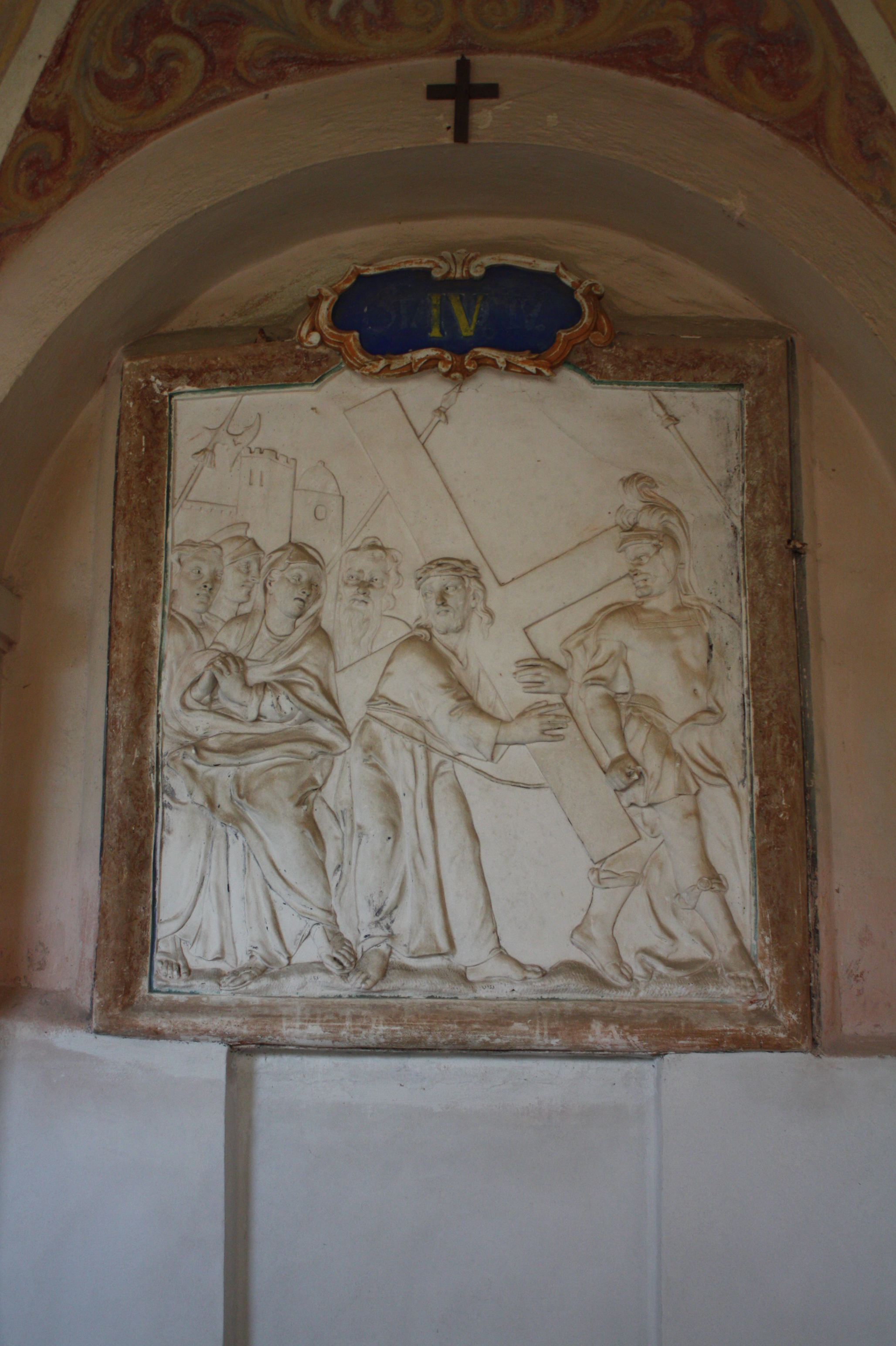
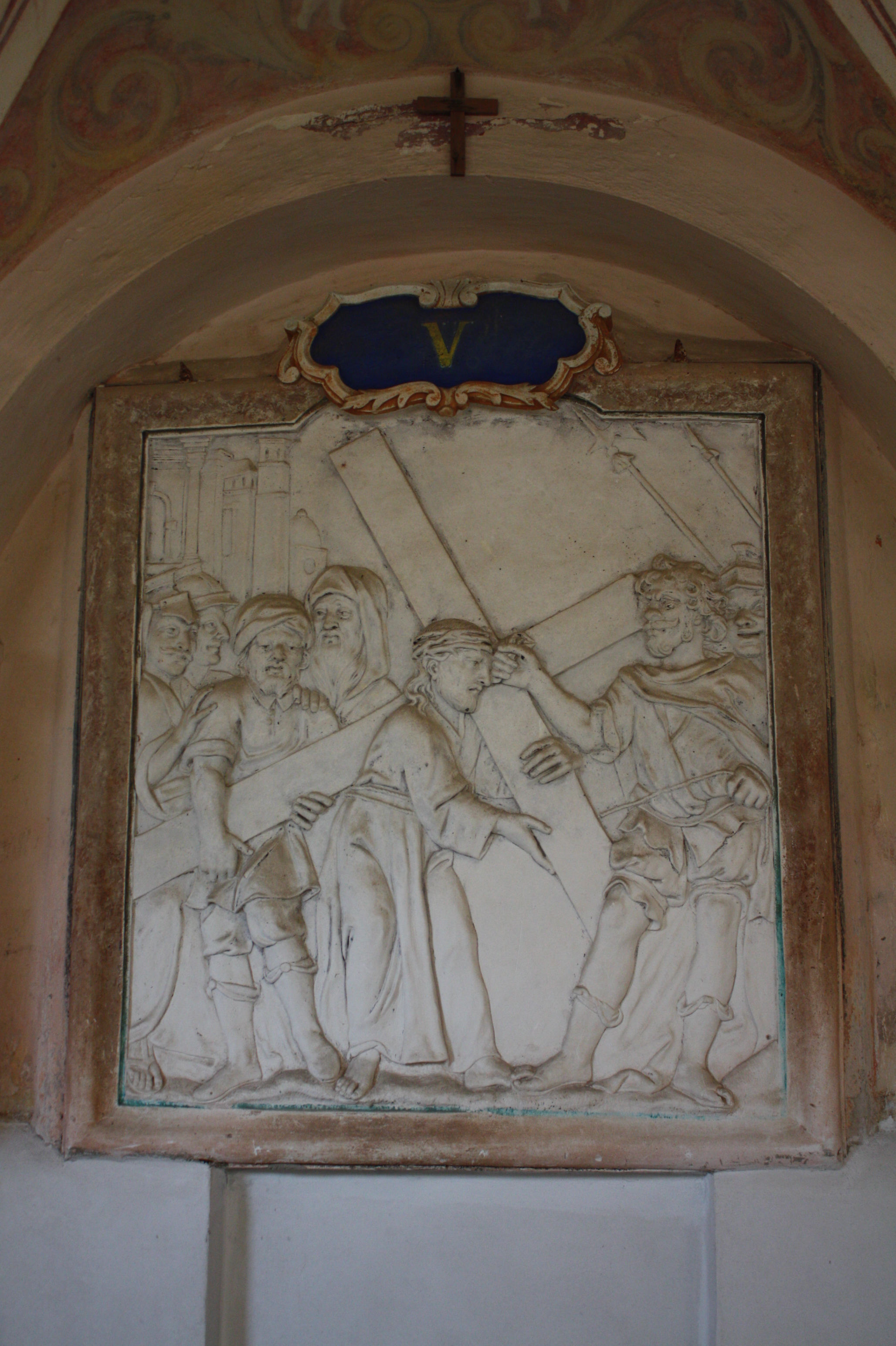
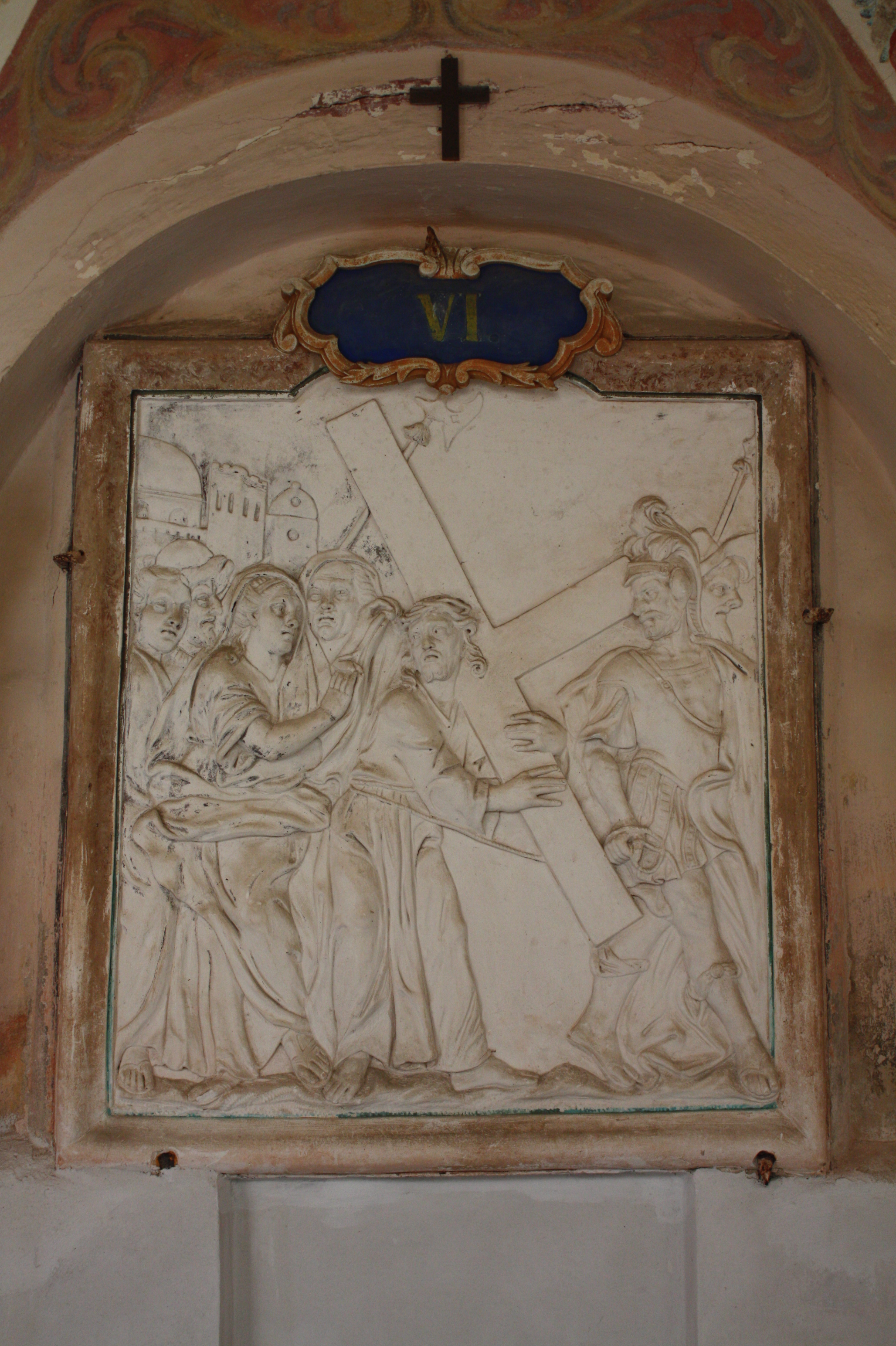
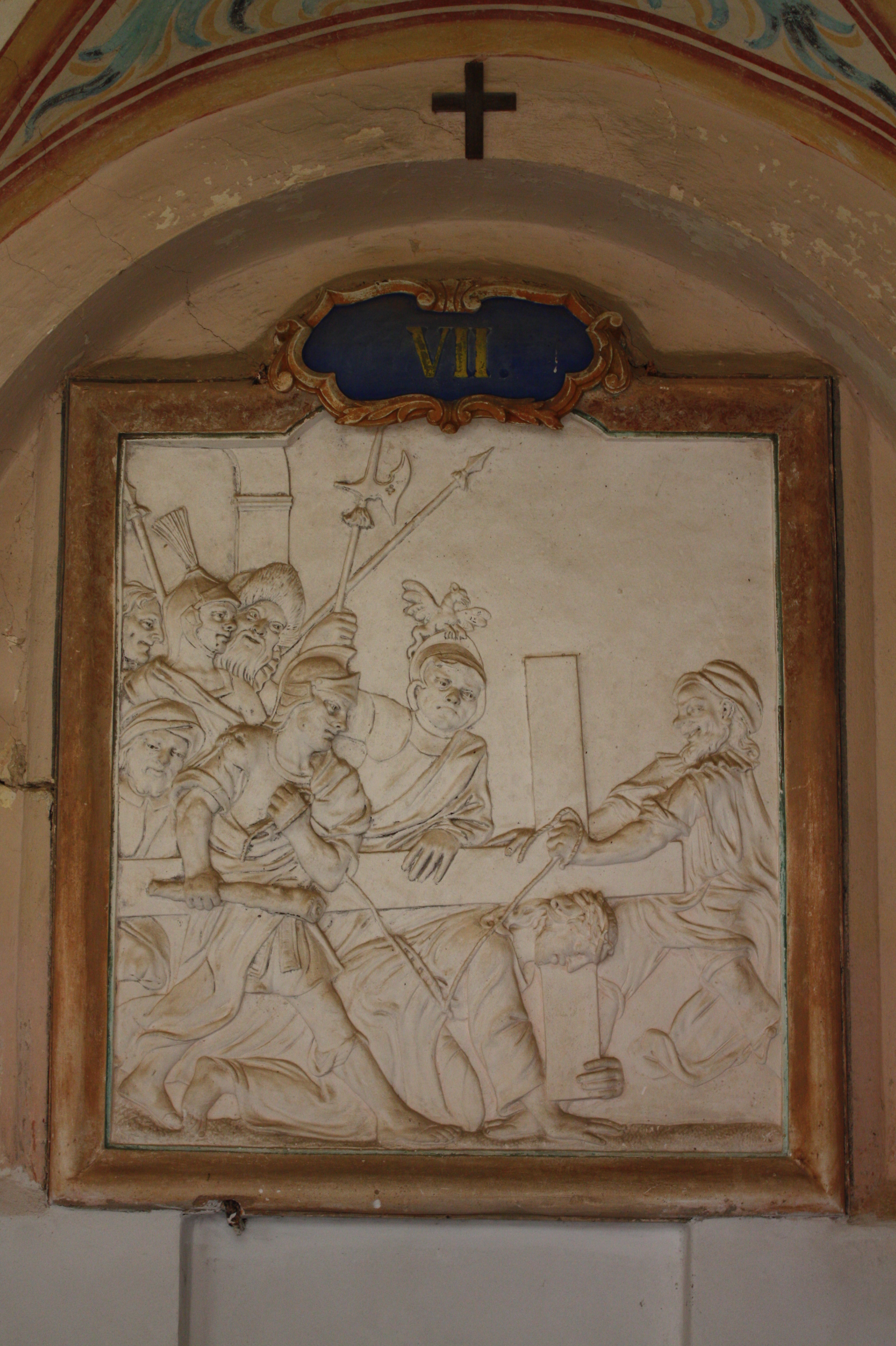
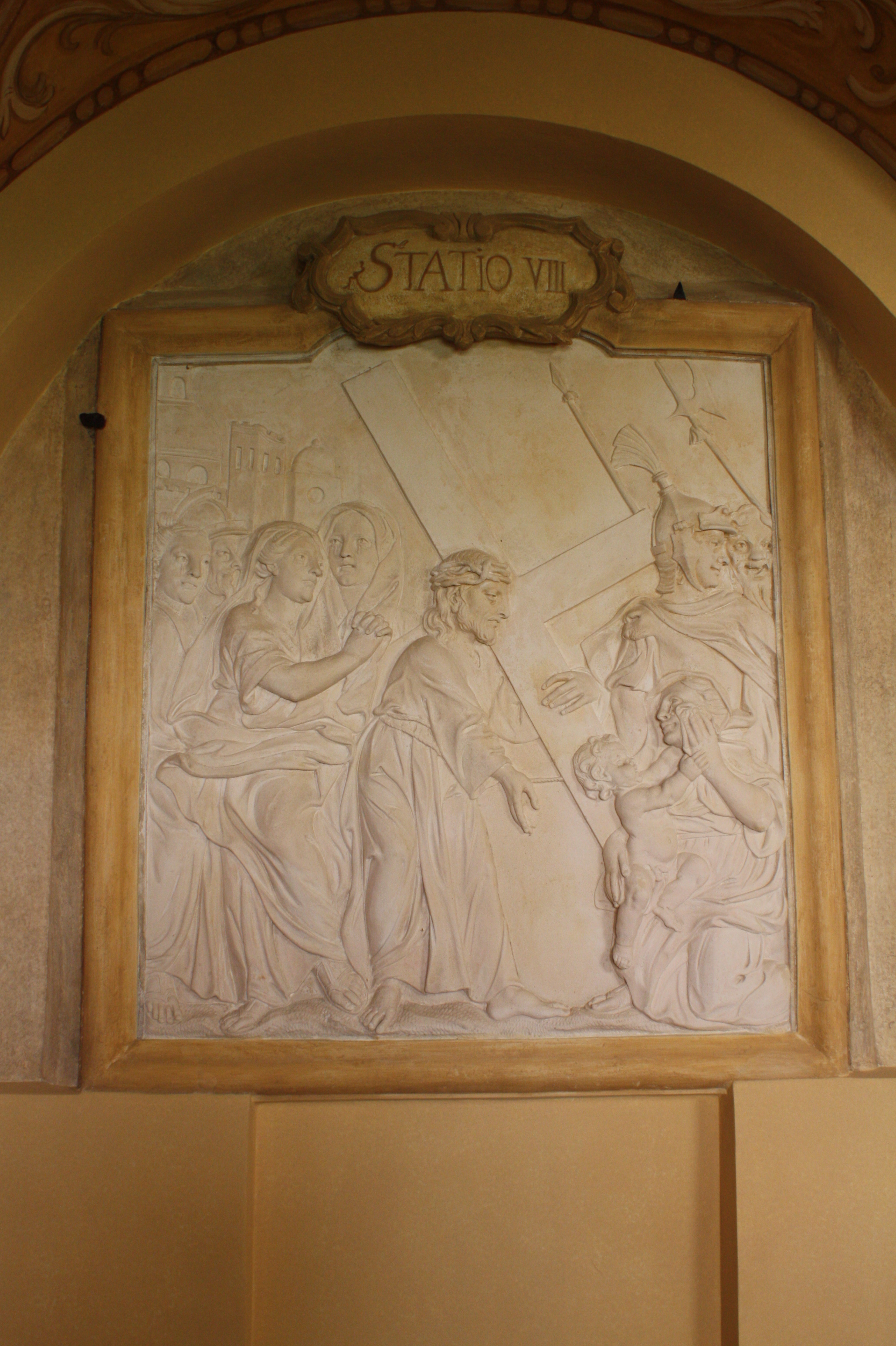
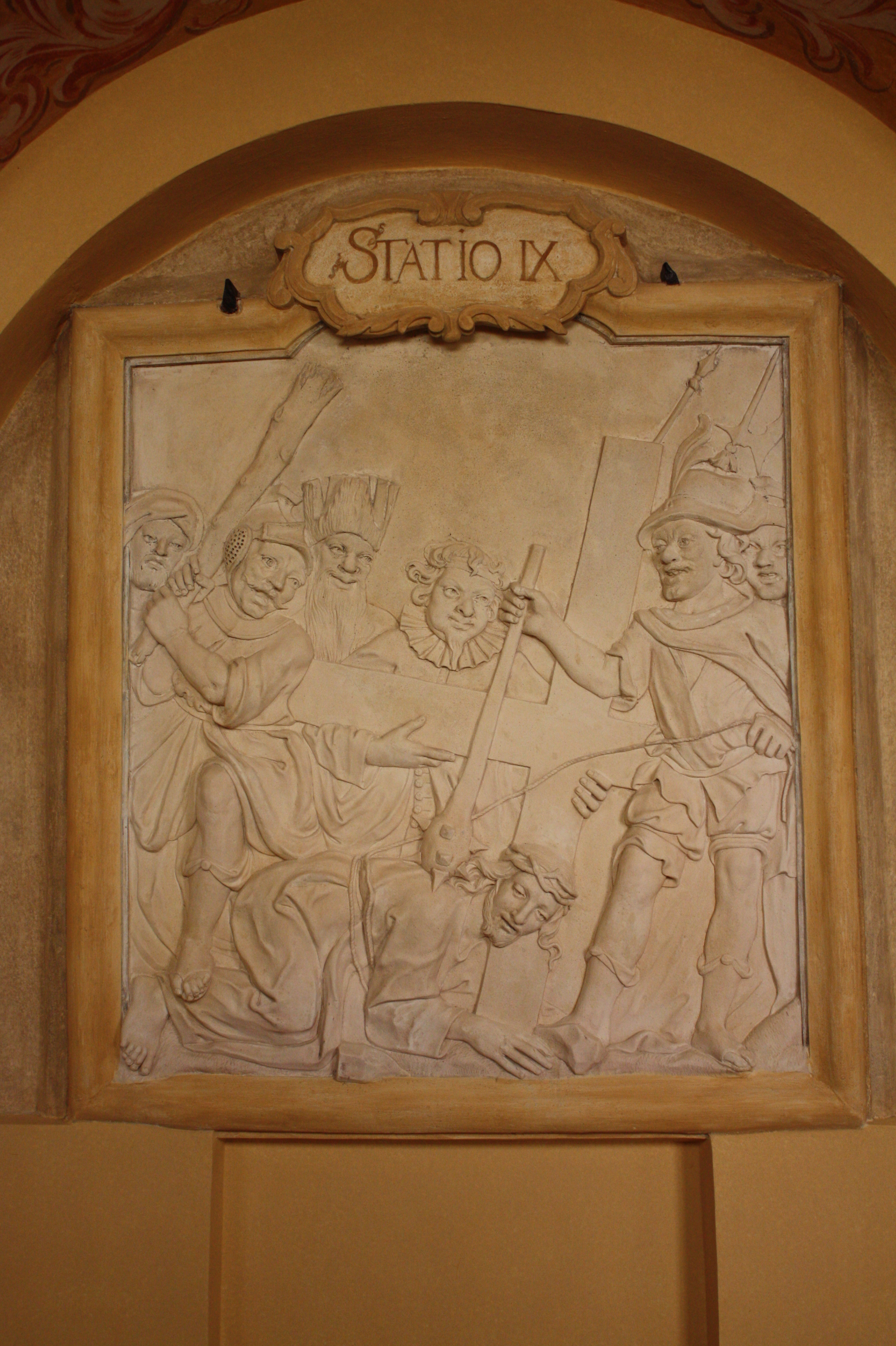
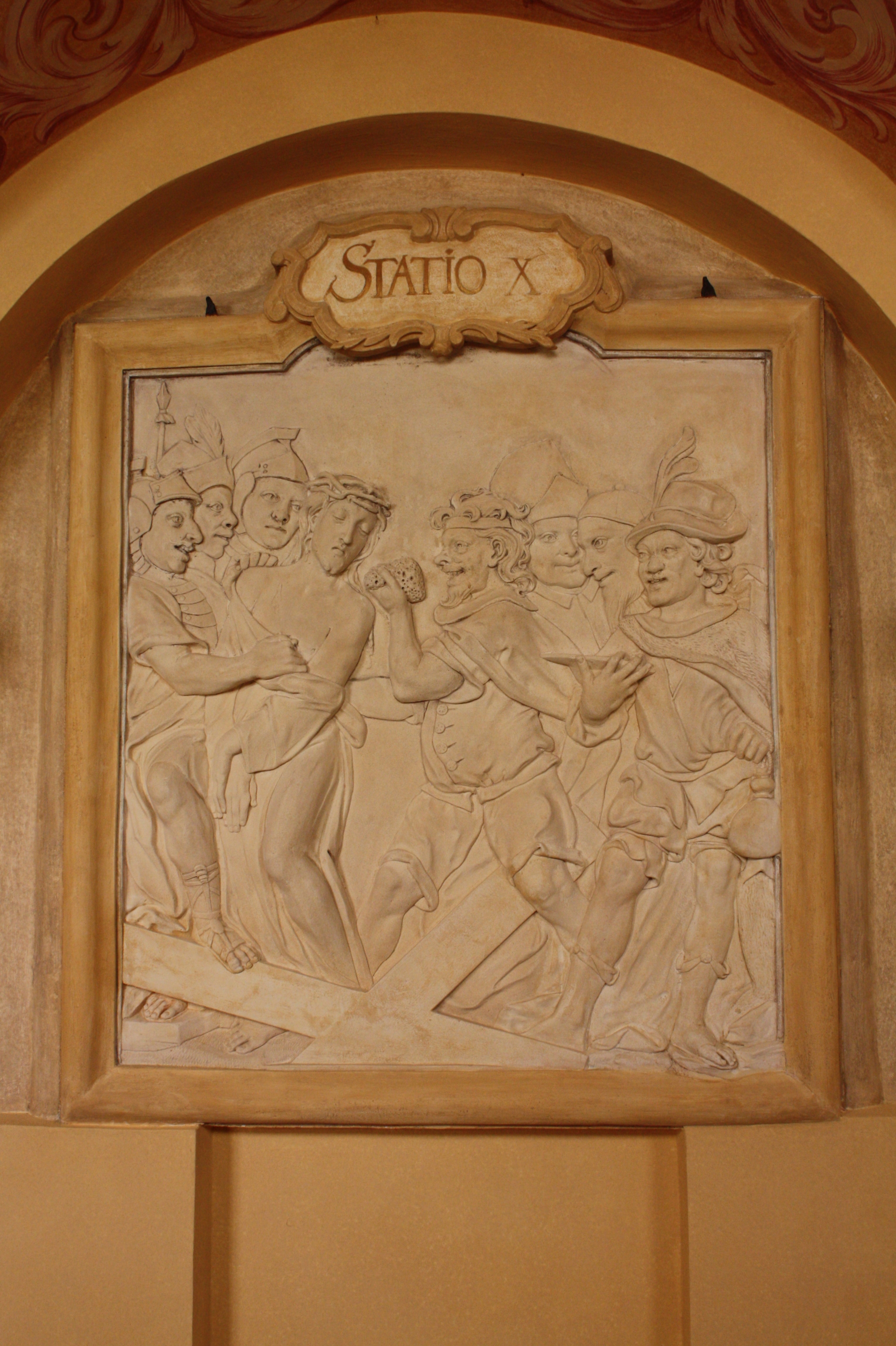
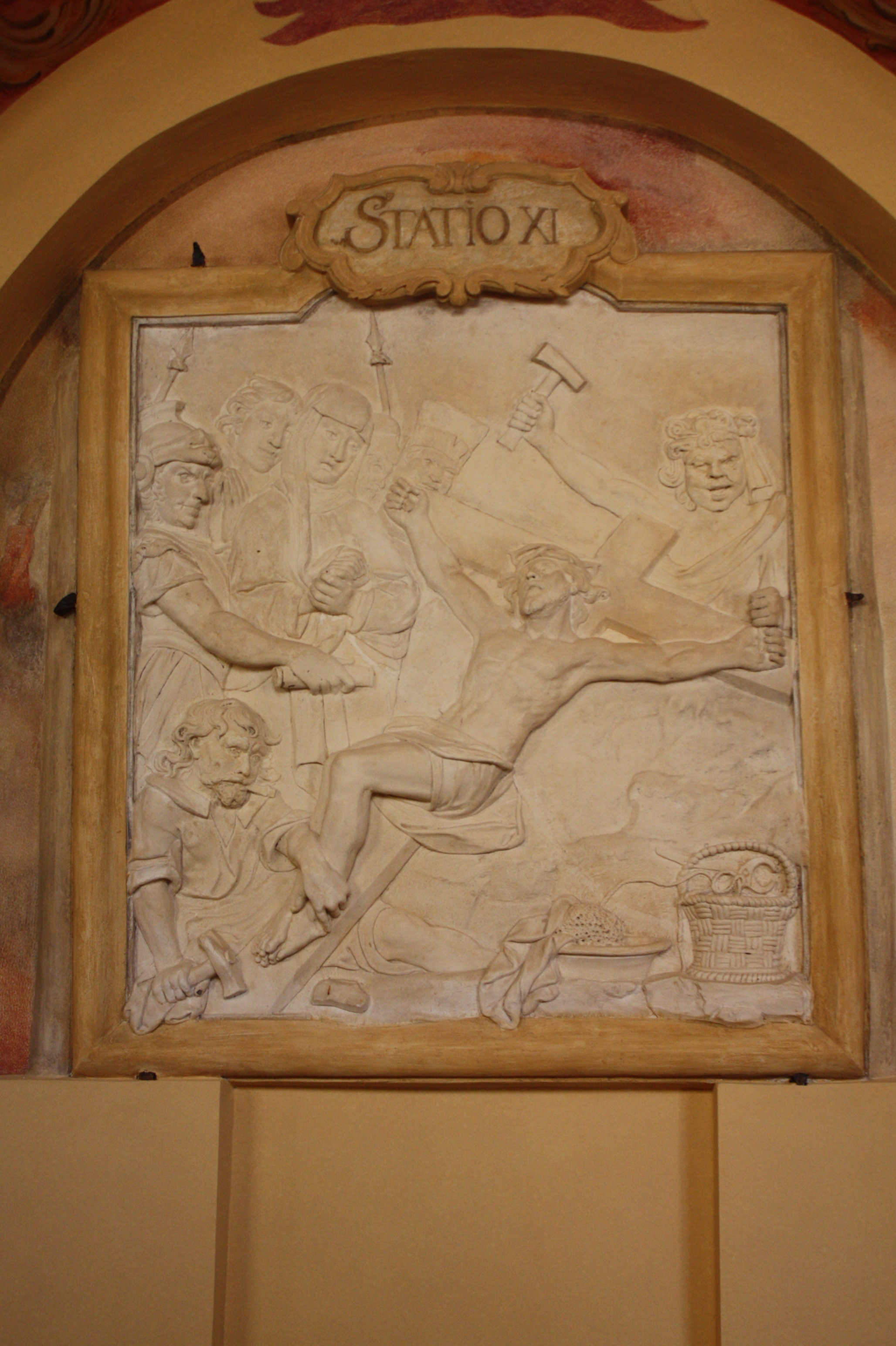
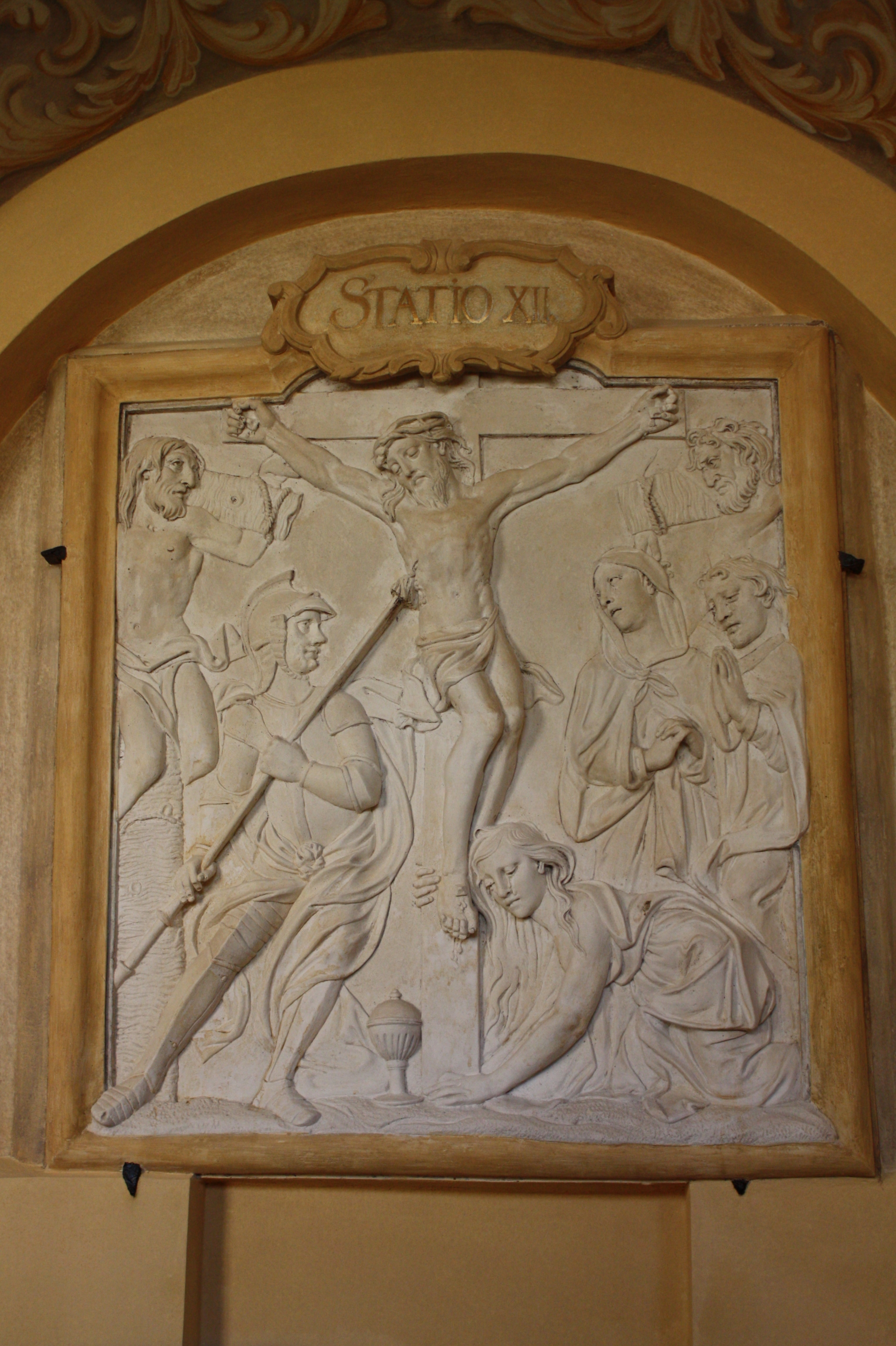
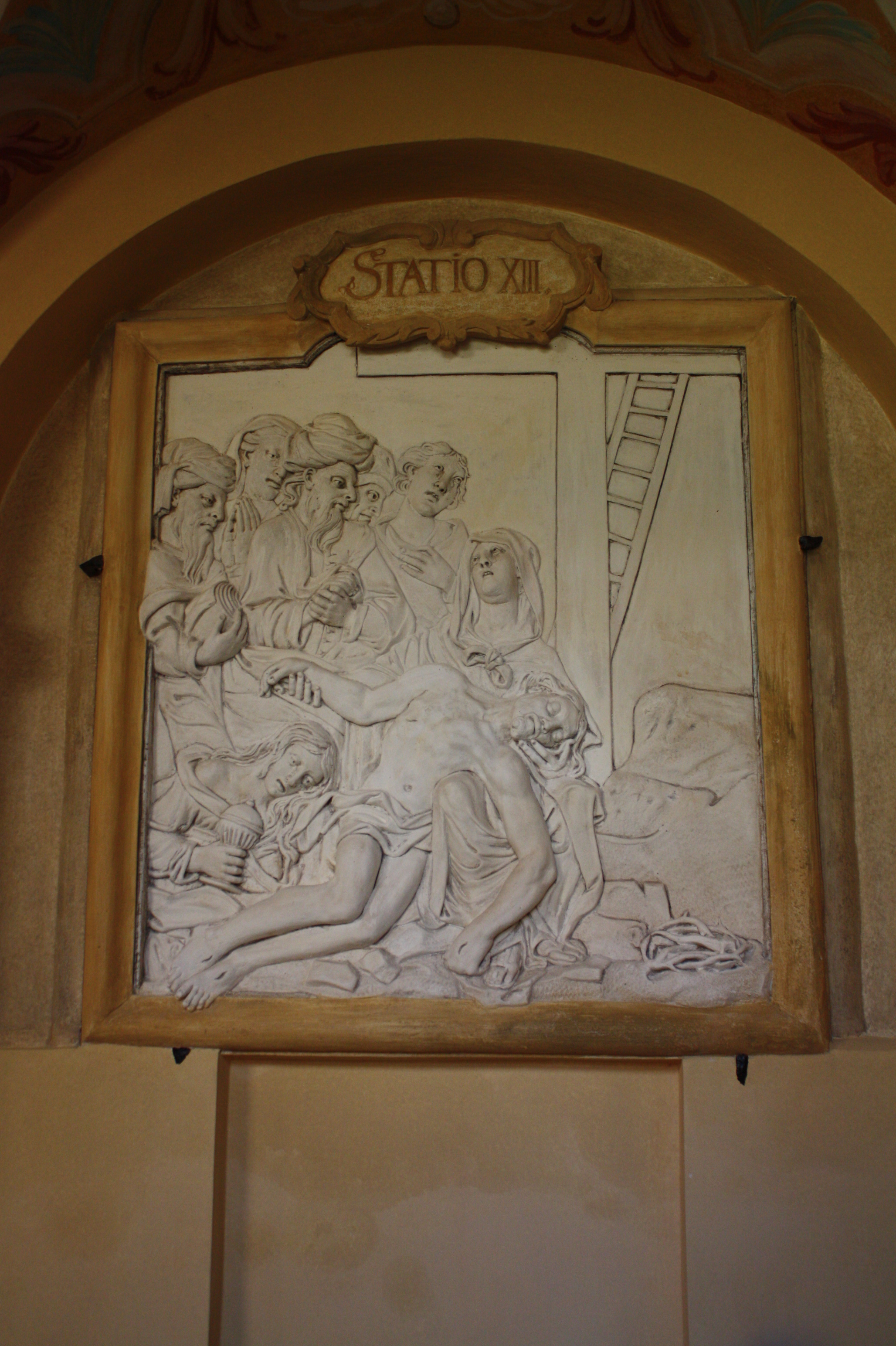
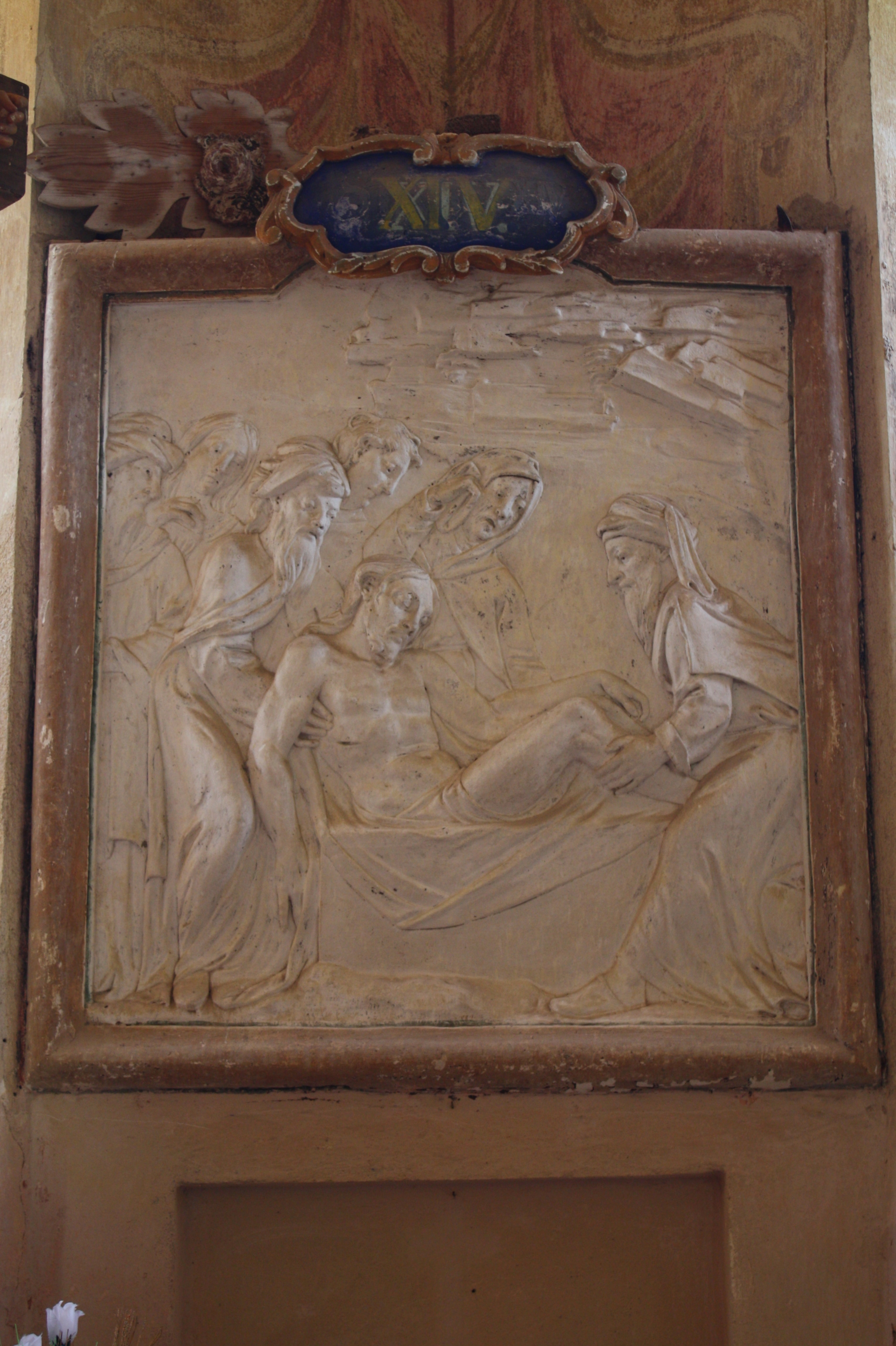